# 16 september
16 september is de 259ste dag van het jaar (260ste dag in een schrikkeljaar) in de Gregoriaanse kalender. Hierna volgen nog 106 dagen tot het einde van het jaar.

## Gebeurtenissen
- Algemeen
  - 1978 - In Iran verwoest een beving tussen 7,5 en 7,9 de stad Tabas. Ruim 15.000 mensen komen om.
  - 1990 - Zeventig guerrillastrijders van de maoïstische terreurbeweging Lichtend Pad en één politieman komen om het leven bij een aanval op de gevangenis El Sepa in het Peruviaanse Amazonegebied.
  - 2007 - Een vliegtuig van de Thaise maatschappij One-Two-GO stort door hevige regen en wind neer in Phuket met tientallen doden tot gevolg.
  - 2016 - Parkwachters van het Zuid-Afrikaanse Krugerpark kondigen aan 350 buffels en nijlpaarden dood te zullen schieten wegens de aanhoudende droogte. Het populaire natuurreservaat wil met de maatregel de overige beesten meer kans op overleven geven.

- Criminaliteit en veiligheid
  - 1991 - De meest gezochte Boliviaanse cocaïnehandelaar Hugo Rivero Villavicencio geeft zich over aan de autoriteiten, nadat een uitleveringsverdrag tussen Bolivia en de Verenigde Staten voor drugsmisdadigers tijdelijk is opgeschort.

- Economie
  - 2012 - De voormalige topman van de Franse oliemaatschappij Elf Aquitaine, Loik le Floch-Prigent, wordt door Ivoorkust uitgeleverd aan het West-Afrikaanse Togo op verdenking van betrokkenheid bij fraude.

- Media
  - 1974 - Oprichting Stimuleringsfonds voor de Pers

- Economie
  - 1992 - Het Verenigd Koninkrijk wordt door speculatie gedwongen het Europees Wisselkoersmechanisme te verlaten.
  - 2009 - Als protest op de lage melkprijzen gieten melkboeren 3 miljoen liter melk uit in het Waalse Ciney.

- Politiek
  - 1810 - Grito de Dolores: Miguel Hidalgo roept op tot onafhankelijkheid voor Mexico.
  - 1963 - Oprichting Maleisië.
  - 1975 - Papoea-Nieuw-Guinea wordt onafhankelijk van Australië.
  - 1982 - In de Palestijnse vluchtelingenkampen Sabra en Shatila bij Beiroet in Libanon richten christelijke milities o.l.v. Elie Hobeika en onder toeziend oog van militairen van Israël een massaslachting aan.
  - 1991 - De Verenigde Staten schorten alle hulp aan Zaïre op wegens de aanhoudende schending van de mensenrechten en de chaotische economische situatie in het Centraal-Afrikaanse land. De beslissing betekent voor Zaïre een verlies van 13 miljoen dollar per jaar.
  - 2007 - Parlementsverkiezingen in Griekenland.
  - 2021 - Demissionair minister van Buitenlandse Zaken Sigrid Kaag (D66) van het kabinet-Rutte III stapt op na een motie van afkeuring van de Tweede Kamer vanwege de moeizame evacuaties uit Afghanistan.[1]

- Religie
  - 1913 - Oprichting van de Apostolische Prefectuur van de Kleine Soenda-eilanden in Nederlands-Indië.
- Sport
  - 1925 - Oprichting Rotterdamse hockeyclub HC Rotterdam.
  - 1950 - Oprichting van de Zweedse voetbalclub Gunnilse IS.
  - 1978 - Keetie van Oosten-Hage verbetert in München het werelduurrecord.
  - 2000 - Marcel Wouda zwemt een Nederlands record op de 100 meter schoolslag.
  - 2007 - Het Nederlands honkbalteam wordt Europees kampioen.
  - 2017 - De Spaanse voetbalclub Atlético Madrid neemt het nieuwe onderkomen, het Wanda Metropolitano, in gebruik met een competitiewedstrijd tegen Málaga CF (1-0).
  - 2018 - Jeffrey Herlings is in Assen wereldkampioen geworden in de MXGP klasse motorcrossen.

- Wetenschap en technologie
  - 1949 - De Verenigde Staten lanceert een V2-raket met de Java-aap Albert III als bemanningslid. Albert III komt om het leven als de raket 10 seconden na de lancering explodeert.[2]
  - 1957 - Richard Feynman en Murray Gell-Mann presenteren de theorie van de zwakke kernkracht.
  - 2016 - Gedeeltelijke maansverduistering in de bijschaduw zichtbaar in Europa, Afrika, Azië en Australië. Het maximum en het einde zijn te zien vanuit Nederland en België. Deze verduistering is de 8e in Sarosreeks 147.[3]
  - 2021 - Het bedrijf SpaceX van Elon Musk lanceert succesvol de Inspiration4 met 4 ruimtetoeristen.[4] De bemanning zal enkele dagen in een baan om de Aarde blijven.
  - 2022 - Een krachtige zonnevlam van sterkte M8 afkomstig van zonnevlek AR3098 veroorzaakt een verstoring van korte golf radiocommunicatie in de delen van de wereld die naar de zon gericht zijn.[5]
  - 2023 - Lancering van een Falcon 9 raket van SpaceX vanaf Kennedy Space Center Lanceercomplex 40 voor de Starlink group 6-16 missie met 22 Starlink satellieten.[6]

## Geboren

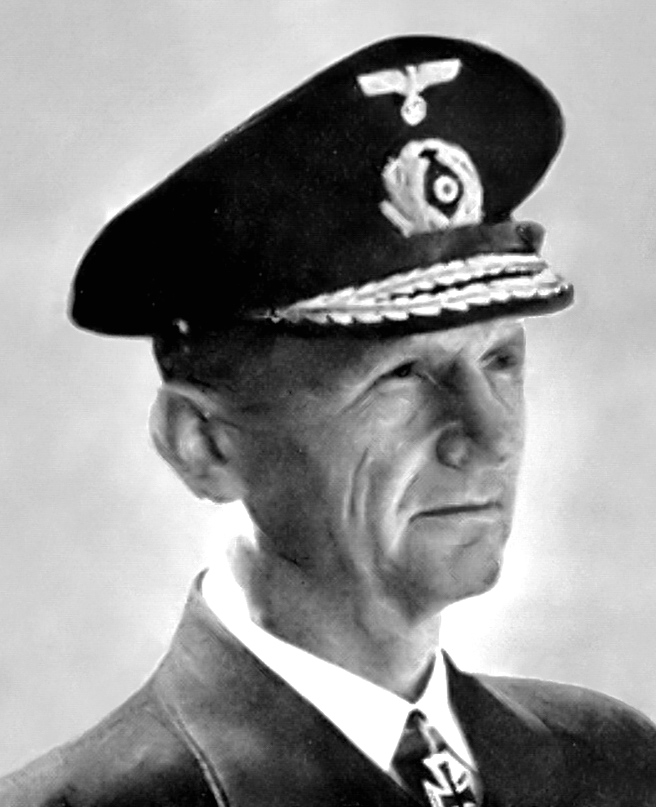
Karl Dönitz
geboren in 1891

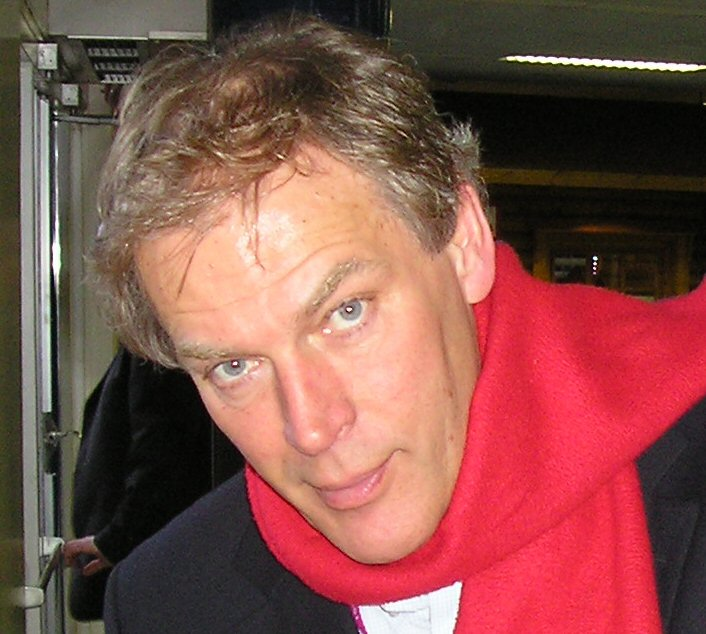
Ard Schenk
geboren in 1944

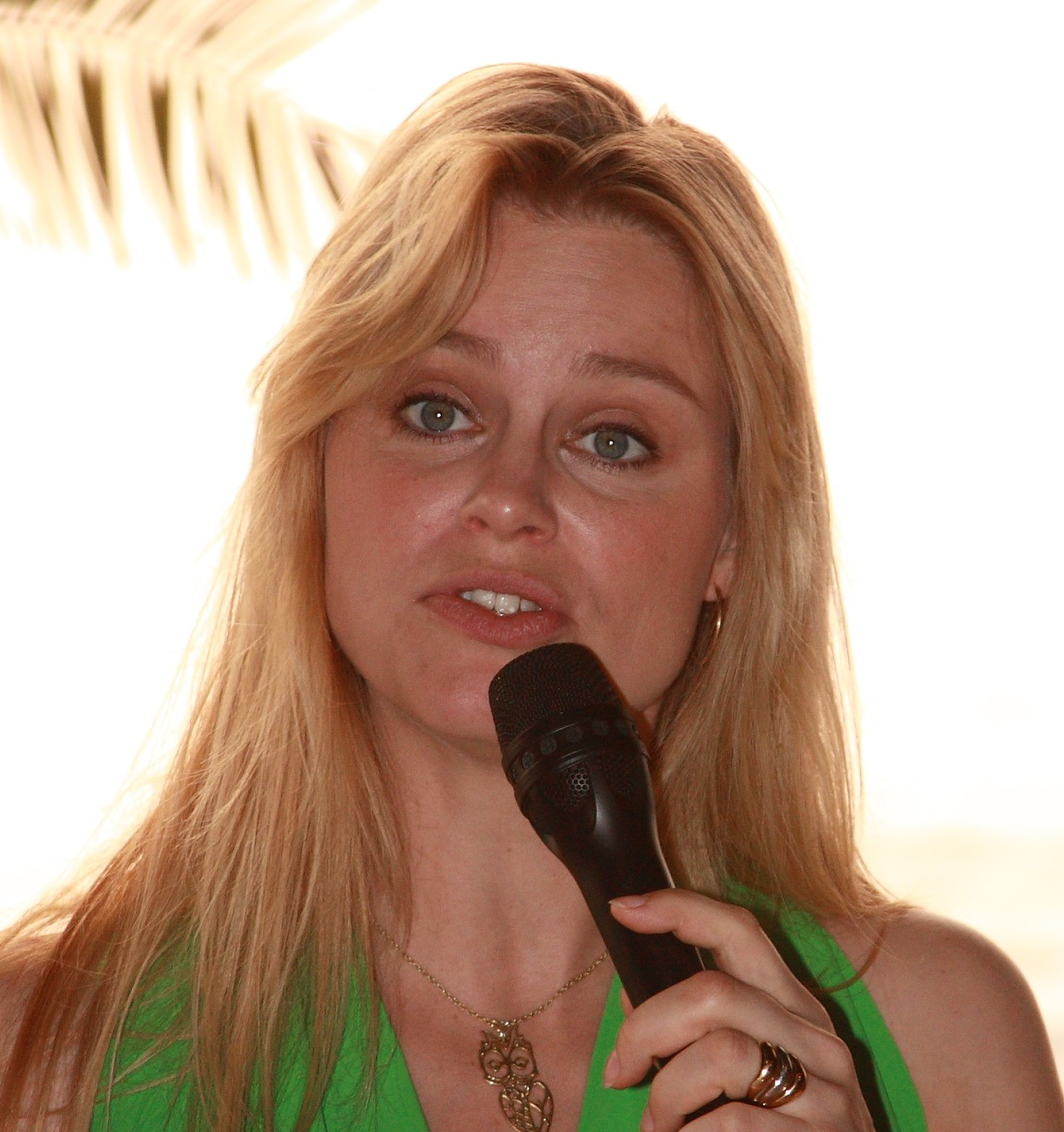
Marit van Bohemen
geboren in 1971

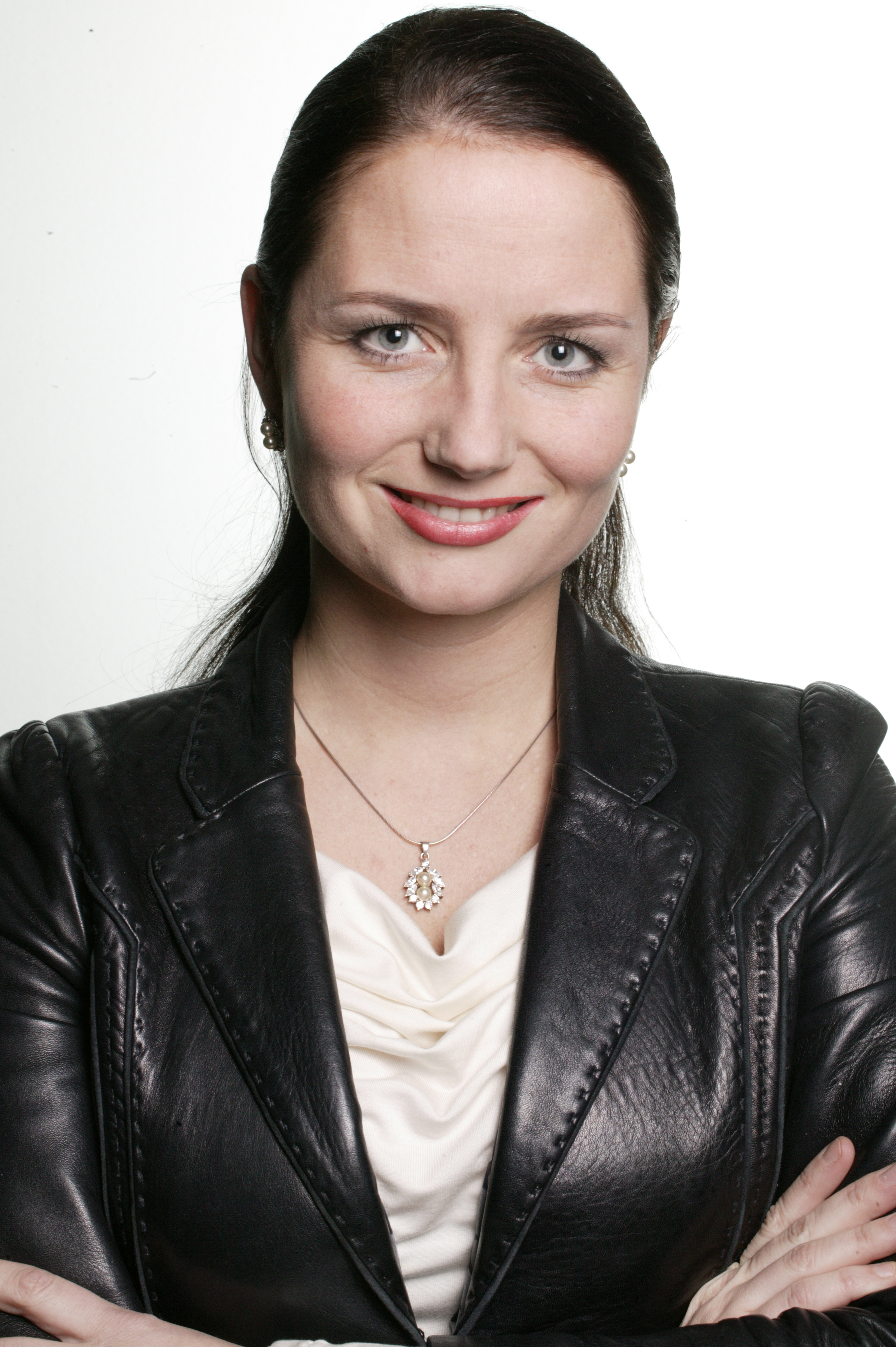
Fleur Agema
geboren in 1976

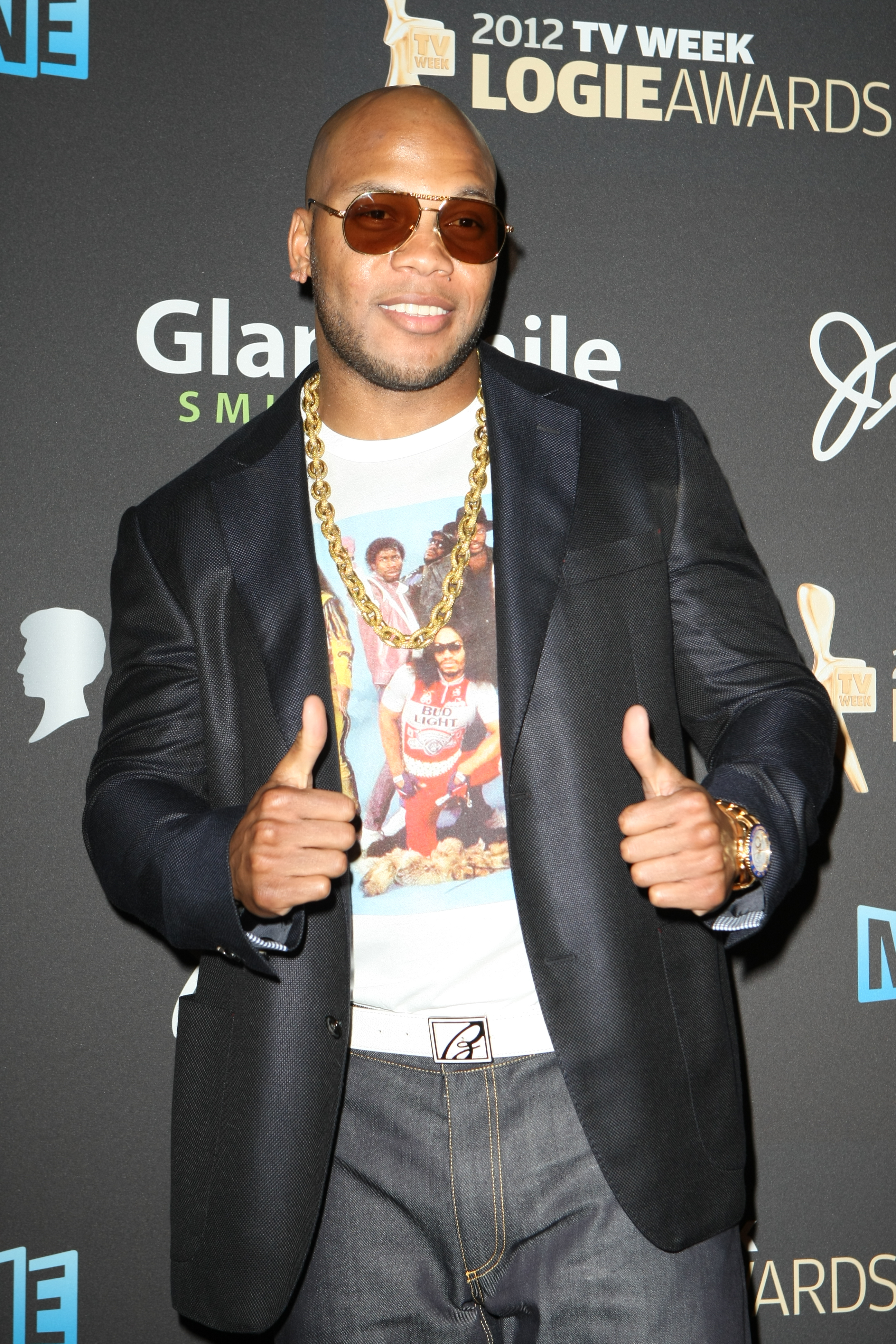
Flo Rida
geboren in 1979

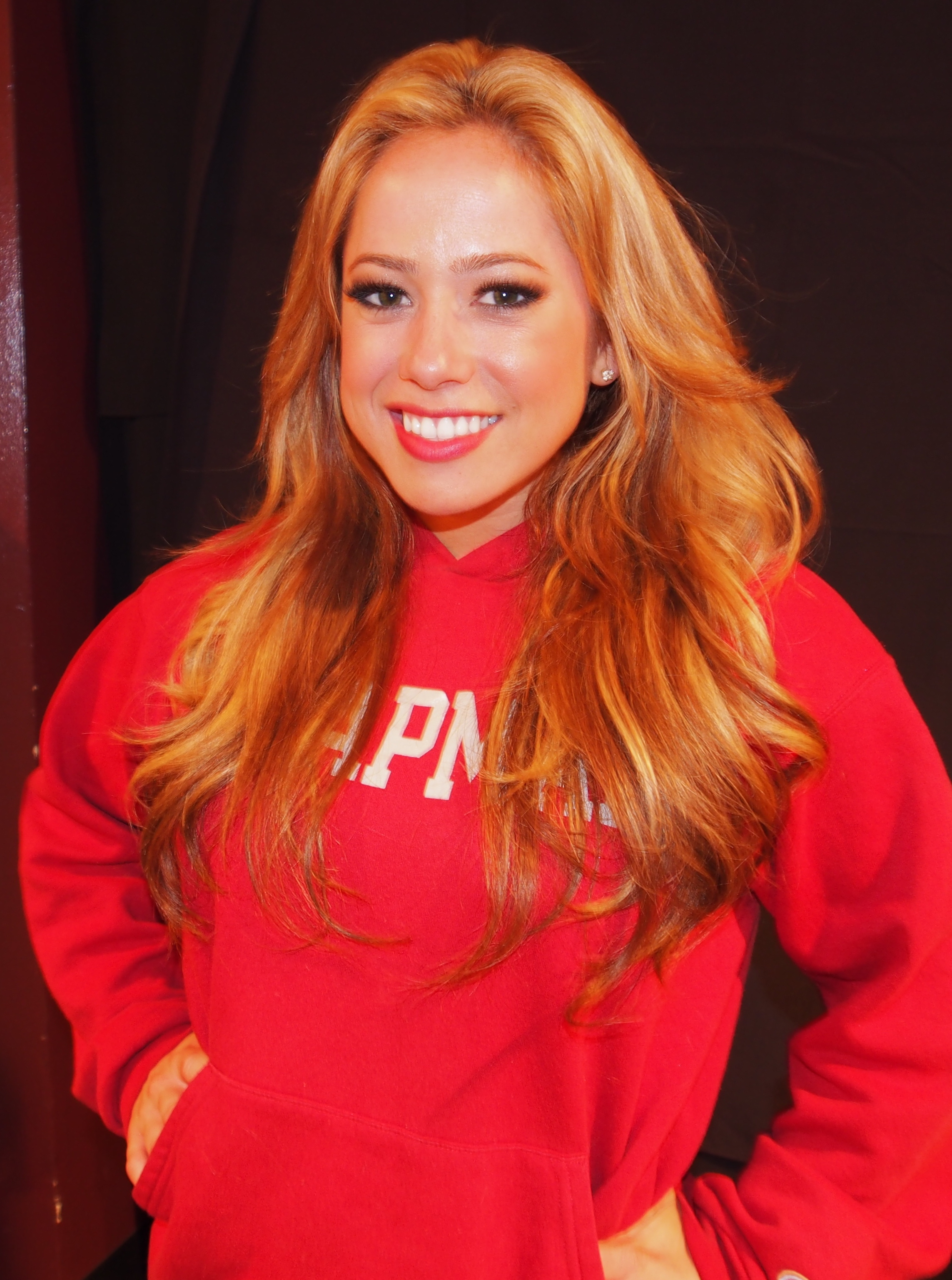
Sabrina Bryan van The Cheetah Girls
geboren in 1984

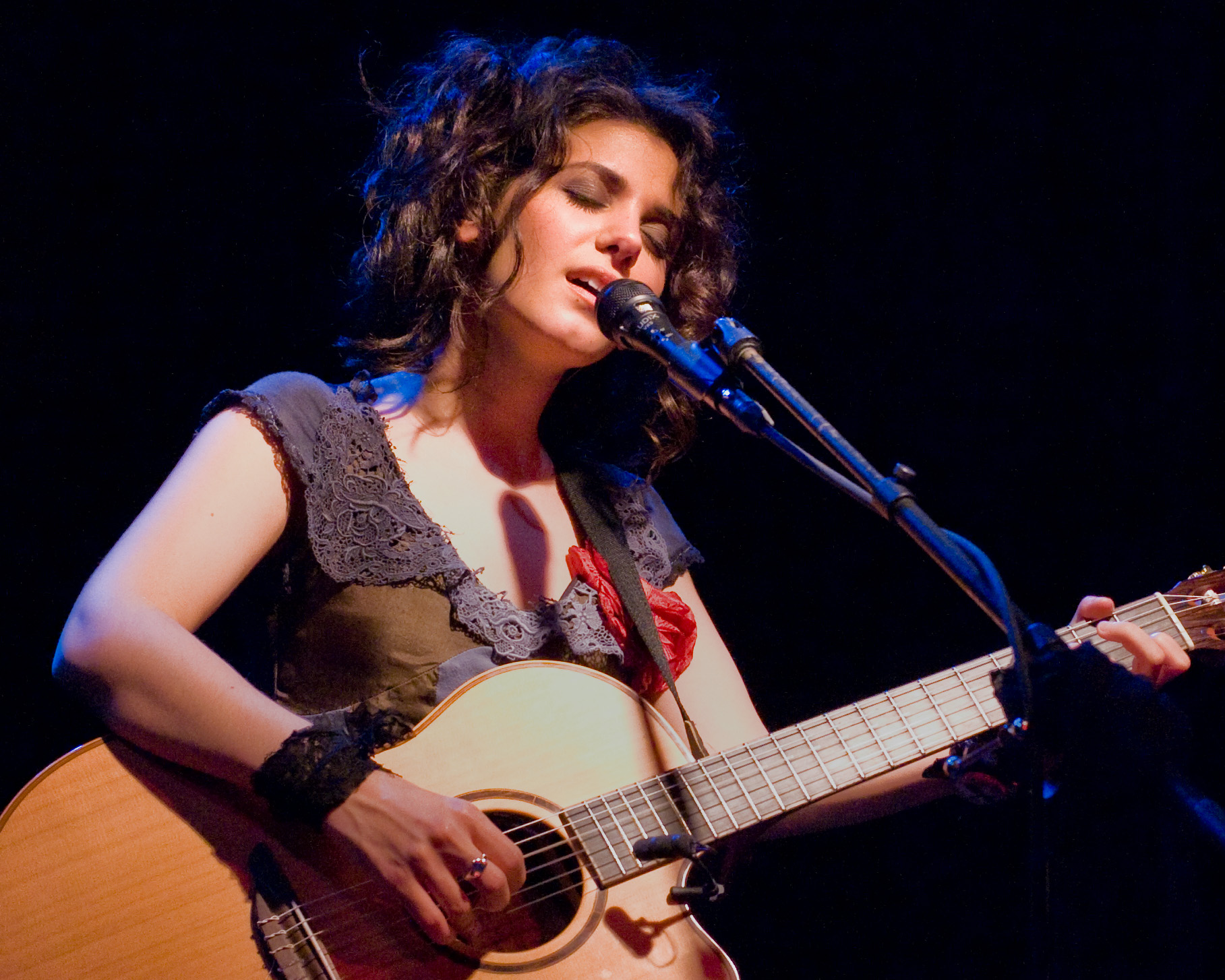
Katie Melua
geboren in 1984

- 1745 - Michail Koetoezov, Russisch veldmaarschalk (overleden 1813)
- 1775 - Ernst Bagelaar, Nederlands militair en kunstenaar (overleden 1837)
- 1769 - Cornelius Devynck, Belgisch politicus (overleden 1825)
- 1812 - Geertruida Bosboom-Toussaint, Nederlands schrijfster (overleden 1886)
- 1823 - Abraham Dirk Loman, Nederlands predikant en hoogleraar (overleden 1897)
- 1823 - Michaël Obrenović, Servisch vorst (overleden 1868)
- 1823 - Francis Parkman, Amerikaans historicus (overleden 1893)
- 1837 - Peter V van Portugal, Portugees koning (overleden 1861)
- 1853 - Albrecht Kossel, Duits arts (overleden 1927)
- 1854 - Alfred von Montenuovo, Oostenrijks-Hongaars hoffunctionaris (overleden 1927)
- 1873 - Petrus Voogd, Nederlands sociaaldemocraat (overleden 1939)
- 1876 - Ellsworth Huntington, Amerikaans geograaf (overleden 1947)
- 1882 - Freda Du Faur, Australisch alpiniste (overleden 1935)
- 1883 - Neely Edwards, Amerikaans acteur (overleden 1965)
- 1886 - Jean Arp, Frans beeldhouwer, schilder en dichter (overleden 1966)
- 1888 - François Delloye, Belgisch atleet (overleden 1958)
- 1888 - Frans Eemil Sillanpää, Fins schrijver (overleden 1964)
- 1890 - Traugott Herr, Duits generaal (overleden 1976)
- 1891 - Karl Dönitz, Duits admiraal en nazipoliticus (overleden 1980)
- 1892 - Werner Bergengruen, Duits schrijver (overleden 1964)
- 1893 - Albert Szent-Györgyi, Hongaars arts (overleden 1986)
- 1894 - Charles du Bus de Warnaffe, Belgisch politicus (overleden 1965)
- 1896 - Dirk Hannema, Nederlands museumdirecteur (overleden 1984)
- 1896 - Ernst Maisel, Duits generaal (overleden 1978)
- 1897 - Wacław Kuchar, Pools sporter (overleden 1981)
- 1899 - Johannes Buskes, Nederlands theoloog (overleden 1980)
- 1901 - Andrée Joly, Frans kunstschaatsster (overleden 1993)
- 1902 - Ernst-Aleksandr Joll, Estisch voetballer (overleden 1935)
- 1902 - Boy van Wilgenburg, Nederlands zwemmer (overleden 1955)
- 1903 - Joe Venuti, Italiaans-Amerikaans altviolist (overleden 1978)
- 1910 - Karl Kling, Duits autocoureur (overleden 2003)
- 1913 - Félicien Marceau, Frans schrijver (overleden 2012)
- 1914 - Josef Peters, Duits autocoureur (overleden 2001)
- 1918 - Branka Veselinović, Servisch actrice (overleden 2023)
- 1920 - Hannie Schaft, Nederlands verzetsstrijdster (overleden 1945)
- 1920 - Joop Wille, Nederlands voetballer (overleden 2009)
- 1921 - Ursula Franklin, Canadees natuurkundige, metallurg, auteur (overleden 2016)
- 1922 - Guy Hamilton, Brits filmregisseur (overleden 2016)
- 1922 - Janis Paige, Amerikaans actrice (overleden 2024)
- 1923 - Appie Baantjer, Nederlands schrijver (overleden 2010)
- 1923 - Lee Kuan Yew, eerste premier van Singapore (overleden 2015)
- 1924 - Lauren Bacall, Amerikaans actrice (overleden 2014)
- 1924 - Raoul Coutard, Frans cameraman en filmregisseur (overleden 2016)
- 1924 - Janus van der Zande, Nederlands atleet (overleden 2016)
- 1925 - Charlie Byrd, Amerikaans jazzgitarist (overleden 1999)
- 1925 - José Desmarets, Belgisch politicus (overleden 2019)
- 1925 - B.B. King, Amerikaans bluesgitarist (overleden 2015)
- 1925 - Lucas Moreira Neves, Braziliaans kardinaal (overleden 2002)
- 1926 - Robert H. Schuller, Amerikaans televisiedominee (overleden 2015)
- 1927 - Peter Falk, Amerikaans acteur (overleden 2011)
- 1927 - Sadako Ogata, Japans diplomate; was van 1990-2000 hoge commissaris voor de Vluchtelingen (overleden 2019)
- 1928 - Hironoshin Furuhashi, Japans zwemmer (overleden 2009)
- 1929 - Jamsjiid Bin Abdalla, de laatste sultan van Zanzibar en Pemba (overleden 2024)
- 1930 - Anne Francis, Amerikaans actrice (overleden 2011)
- 1931 - Tadeusz Gocłowski, Pools bisschop (overleden 2016)
- 1932 - George Chakiris, Amerikaans acteur
- 1933 - Steve Shirley, Brits pionier in de informatietechnologie, zakenvrouw en filantroop (overleden 2025)
- 1934 - Elgin Baylor, Amerikaans basketballer (overleden 2021)
- 1934 - Ronnie Drew, Iers zanger (overleden 2008)
- 1935 - Carl Andre, Amerikaans kunstenaar (overleden 2024)
- 1935 - Esther Vilar, Duits-Argentijns schrijfster
- 1936 - Piero Gamba, Italiaans dirigent en pianist (overleden 2022)
- 1936 - Frits Niessen, Nederlands politicus (overleden 2020)
- 1939 - Breyten Breytenbach, Zuid-Afrikaans schrijver, dichter en kunstschilder (overleden 2024)
- 1939 - Franz Xaver Streitwieser, Duits trompettist, muziekdocent, verzamelaar en filantroop (overleden 2021)
- 1941 - Lenie 't Hart, Nederlands dierenverzorgster en dierenactiviste
- 1942 - Bernie Calvert, Brits muzikant
- 1942 - Theo Reitsma, Nederlands sportverslaggever
- 1943 - Oskar Lafontaine, Duits politicus
- 1944 - Nico de Bree, Nederlands voetbaldoelman (overleden 2016)
- 1944 - Tomas Ross, Nederlands journalist en schrijver
- 1944 - Ard Schenk, Nederlands schaatser
- 1946 - Henk Benjamins, Nederlands wielrenner
- 1946 - Wouke van Scherrenburg, Nederlands televisieverslaggeefster
- 1946 - Peter Townsend, Engels golfer
- 1946 - Olga Zuiderhoek, Nederlands actrice
- 1947 - Ilona Gusenbauer, Oostenrijks atlete
- 1947 - Luc Van den Bossche, Belgisch politicus
- 1948 - Kenney Jones, Brits drummer
- 1949 - Fred Piek, Nederlands zanger en gitarist
- 1950 - Virginia Pérez-Ratton, Costa Ricaans kunstenares en curator (overleden 2010)
- 1951 - René en Willy van de Kerkhof, Nederlands voetbaltweeling
- 1953 - Ricardo Elmont, Surinaams judoka (overleden 2013)
- 1953 - Manuel Pellegrini, Chileens voetballer en voetbalcoach
- 1954 - Rifaat Turk, Israëlisch voetballer
- 1955 - Yvonne Zonderop, Nederlands journaliste en publiciste
- 1956 - David Copperfield, Amerikaans illusionist en goochelaar
- 1956 - John Jorritsma, Nederlands bestuurder en burgemeester
- 1956 - Mickey Rourke, Amerikaans acteur
- 1958 - Neville Southall, Welsh voetballer
- 1958 - Jennifer Tilly, Amerikaans actrice en pokerspeler
- 1958 - Willy Wilhelm, Nederlands judoka
- 1959 - Gijs Scholten van Aschat, Nederlands acteur
- 1960 - Corrie van Brenk, Nederlands vakbondsbestuurder en politica
- 1960 - Rob Kamphues, Nederlands cabaretier en televisiepresentator
- 1963 - Richard Marx, Amerikaans zanger, songwriter en producer
- 1963 - Nick Thometz, Amerikaans langebaanschaatser
- 1965 - Karl-Heinz Riedle, Duits voetballer
- 1966 - René Paas, Nederlands voorzitter van het CNV
- 1966 - Peter Wellen, Nederlands priester
- 1966 - Kevin Young, Amerikaans atleet
- 1968 - Marc Anthony (Marco Antonio Muñiz), Puerto Ricaans zanger-songwriter en acteur
- 1969 - Laurent Desbiens, Frans wielrenner
- 1970 - Ivar Asjes, minister-president van Curaçao
- 1970 - Joeri Nikiforov, Russisch-Oekraïens voetballer
- 1971 - Marit van Bohemen, Nederlands actrice en televisiepresentatrice
- 1971 - Matt Hall, Australisch piloot
- 1971 - Zilla Huma Usman, Pakistaans politica en feministe (overleden 2007)
- 1972 - Ramon van Haaren, Nederlands voetballer
- 1972 - Tomomi Manako, Japans motorcoureur
- 1972 - Vebjørn Rodal, Noors atleet
- 1972 - Stefan Van Den Broek, Belgisch atleet
- 1973 - Camiel Eurlings, Nederlands minister van Verkeer en Waterstaat
- 1973 - Jurrian van Dongen, Nederlands script- en liedauteur, vertaler, regisseur en radiopresentator
- 1973 - Aleksandr Vinokoerov, Kazachs wielrenner
- 1974 - Ilona Gusenbauer, Oostenrijkse atlete
- 1974 - Femke Lakerveld, Nederlands actrice
- 1974 - Lorenzo Manta, Zwitsers tennisser
- 1975 - Gal Fridman, Israëlisch windsurfer
- 1975 - Jason Leffler, Amerikaans autocoureur (overleden 2013)
- 1975 - Thekla Reuten, Nederlands actrice
- 1975 - Rossana de los Ríos, Paraguayaans tennisster
- 1976 - Fleur Agema, Nederlands politica
- 1977 - Josip Šimić, Kroatisch voetballer
- 1978 - Roeslan Baltiev, Kazachs voetballer
- 1978 - Miguel Ángel Lozano, Spaans voetballer
- 1980 - Stanislav Detkov, Russisch snowboader
- 1980 - Jadel Gregório, Braziliaans atleet
- 1980 - Special D (Dennis Horstmann), Duits dj
- 1980 - Alessandro Vanotti, Italiaans wielrenner
- 1980 - Kenny van Weeghel, Nederlands atleet
- 1980 - Radoslav Zabavník, Slowaaks voetballer
- 1981 - Alexis Bledel, Amerikaans actrice en model
- 1981 - LaVerne Jones-Ferrette, atlete uit de Amerikaanse Maagdeneilanden
- 1981 - Alexandra do Nascimento, Braziliaans handbalster
- 1981 - Tuomas Nieminen, Fins schaatser
- 1982 - Linus Gerdemann, Duits wielrenner
- 1982 - Martin Lejsal, Tsjechisch voetbaldoelman
- 1982 - Anselmo Vendrechovski Júnior (Juninho), Braziliaans voetballer
- 1983 - Katerine Avgoustakis, Belgisch winnares Star Academy in België
- 1983 - Kirsty Coventry, Zimbabwaans zwemster
- 1984 - Dušan Borković, Servisch autocoureur
- 1984 - Sabrina Bryan, Amerikaans actrice, zangeres en danseres
- 1984 - Maryam Jamal, Ethiopisch-Bahreins atlete
- 1984 - Katie Melua, Georgisch zangeres
- 1984 - Johanna Schnarf, Italiaans skiester
- 1985 - Christian Dol, Nederlands acteur
- 1985 - Johan Remen Evensen, Noors schansspringer
- 1985 - Javier Forés, Spaans motorcoureur
- 1986 - Ian Harding, Amerikaans acteur
- 1987 - Omid Ebrahimi, Iraans voetballer
- 1987 - Dominique Kivuvu, Nederlands voetballer
- 1987 - Kyle Lafferty, Noord-Iers voetballer
- 1987 - Burry Stander, Zuid-Afrikaans mountainbiker (overleden 2013)
- 1988 - Rob Janssen, Nederlands diskjockey, presentator en zanger
- 1989 - Diewertje Dir, Nederlands actrice
- 1989 - José Salomón Rondón, Venezolaans voetballer
- 1990 - Oliver Naesen, Belgisch wielrenner
- 1991 - Merel Corduwener, Nederlandse illustratrice
- 1991 - Alexandra Paul, Canadees kunstschaatsster (overleden 2023)
- 1991 - Kyle Smith, Brits motorcoureur
- 1992 - Nick Jonas, Amerikaans zanger en acteur
- 1993 - Ivan Boekin, Russisch kunstschaatser
- 1993 - Jasmine Flury, Zwitsers alpineskiester
- 1993 - Andrew Wilson, Amerikaans zwemmer
- 1994 - Aleksandar Mitrović, Servisch voetballer
- 1995 - Aaron Gordon, Amerikaans basketballer
- 1997 - Laura van den Elzen, Nederlands zangeres
- 1997 - Amy-Leigh Hickman, Engels actrice
- 1997 - Tasa Jiya, Nederlands atlete
- 1997 - Arttu Mäkiaho, Fins noordse combinatieskiër
- 1997 - Anass Najah, Nederlands-Marokkaans voetballer
- 1998 - Ali Gallo, Amerikaanse actrice
- 1999 - Robert Shwartzman, Russisch autocoureur
- 2002 - Aivaras Mikutis, Litouws wielrenner
- 2003 - Claude Kiambe, Nederlands zanger
- 2003 - Flora Perkins, Brits wielrenster
- 2004 - Sædís Rún Heiðarsdóttir, IJslands voetbalster

## Overleden

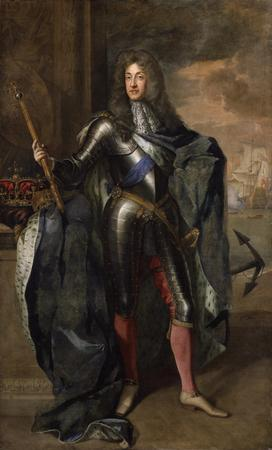
Jacobus II van Engeland
overleden in 1701

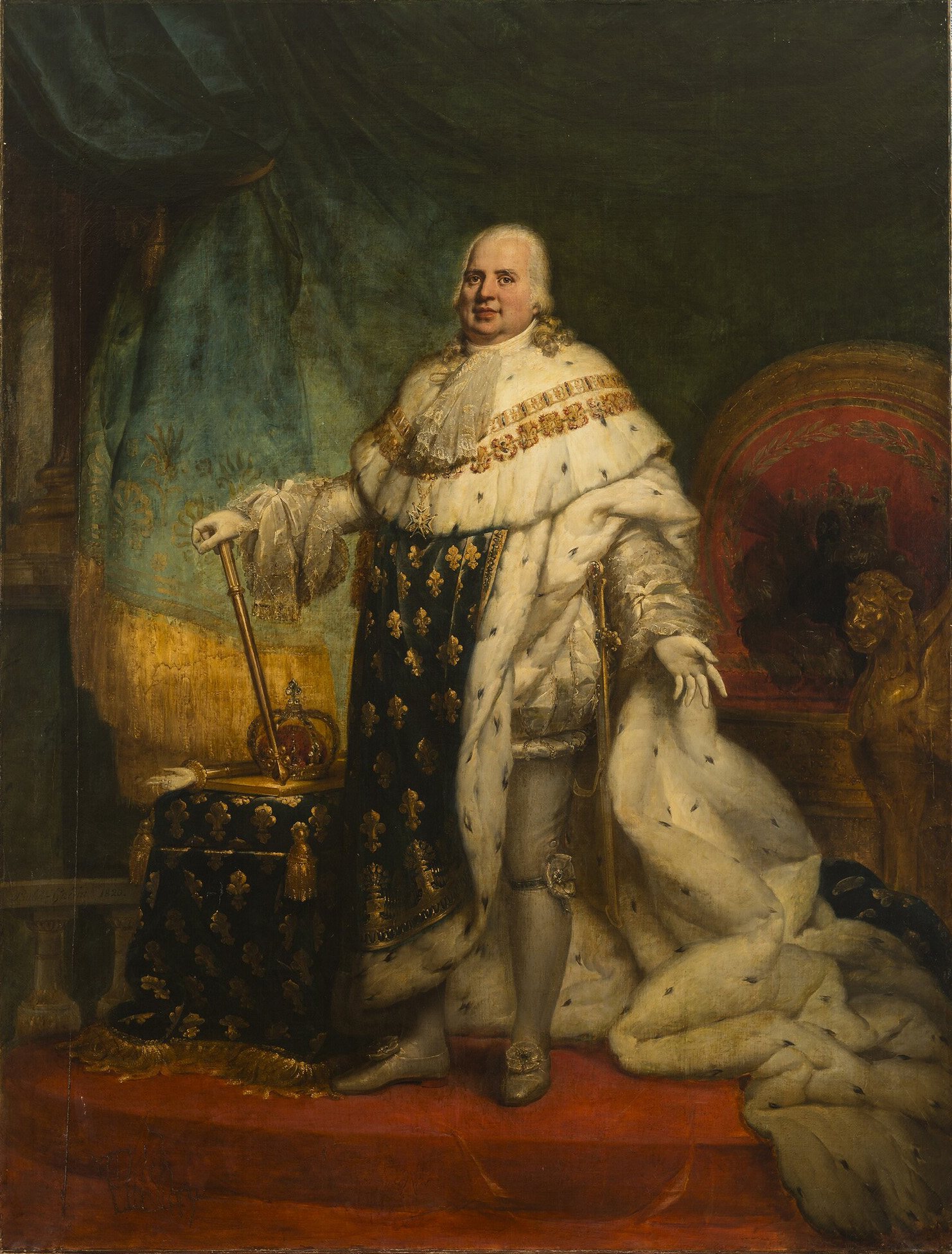
Lodewijk XVIII van Frankrijk
overleden in 1824

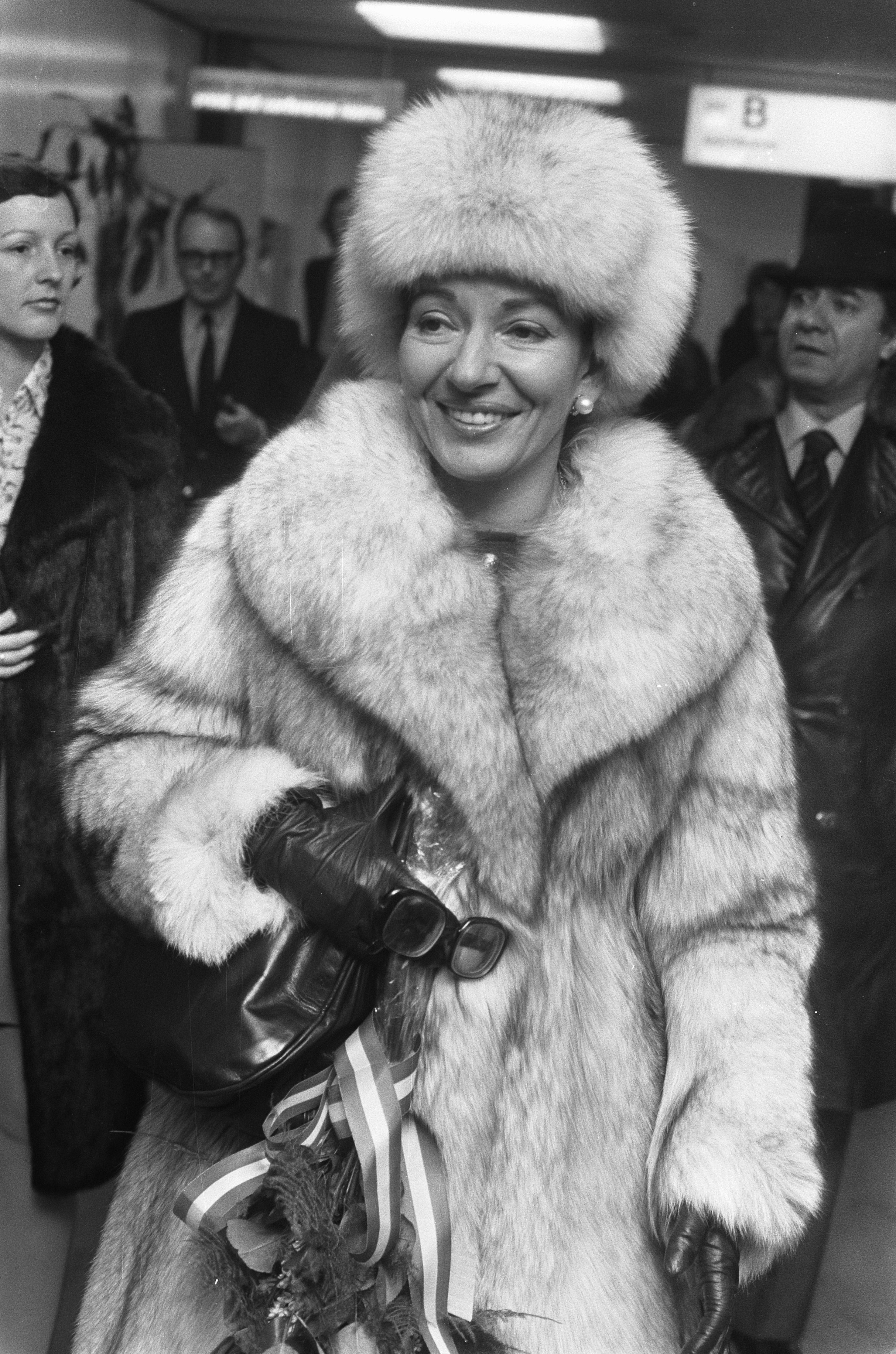
Maria Callas
overleden in 1977

- 307 - Severus II, keizer van het Romeinse Rijk
- 655 - Martinus I, paus van de Rooms-Katholieke Kerk
- 1380 - Karel V van Frankrijk (43), koning van Frankrijk
- 1394 - Clemens VII (52), eerste tegenpaus te Avignon
- 1701 - Jacobus II van Engeland (67)
- 1736 - Gabriel Fahrenheit (50), Duits natuurkundige
- 1803 - Nicolas Baudin (49), Frans ontdekkingsreiziger
- 1824 - Lodewijk XVIII van Frankrijk (68)
- 1845 - Johannes Kinker (81), Nederlands dichter
- 1850 - Charles van Beveren (41), Belgisch kunstschilder
- 1895 - Alphonse Balat (77), Belgisch architect
- 1902 - Alexander Willem Michiel van Hasselt (88), Nederlands toxicoloog en natuuronderzoeker
- 1911 - Edward Whymper (71), Brits bergbeklimmer, schrijver en illustrator
- 1924 - Jan Hemsing (53), Nederlands pianist en zanger
- 1925 - Leo Fall (52), Oostenrijks componist
- 1931 - Juan Domingo Brown (43), Argentijns voetballer
- 1933 - Raffaele Scapinelli di Leguigno (75), Italiaans curiekardinaal
- 1938 - Jozef Cleymans (39), Belgisch priester
- 1942 - Engelbert Drerup (71), hoogleraar en rector van de Universiteit Nijmegen
- 1944 - Charles Marion (57), Frans ruiter en politicus
- 1945 - Pa van der Steur (80), zendeling in het voormalige Nederlands-Indië
- 1949 - Hallie Quinn Brown (100?), Amerikaans onderwijzer, schrijver, activist en elocutionist
- 1967 - Erik Lundgren (48), Zweeds autocoureur
- 1972 - Jan de Natris (76), Nederlands voetballer en atleet
- 1973 - William Theodore Heard (89), Schots curiekardinaal
- 1973 - Víctor Jara (40), Chileens volkszanger en activist
- 1977 - Marc Bolan (29), Brits singer-songwriter en gitarist (T. Rex)
- 1977 - Maria Callas (53), Amerikaans sopraan
- 1977 - Rie Cramer (89), Nederlands illustrator en schrijver
- 1979 - Rose Gronon (78), Belgisch schrijfster
- 1979 - Rob Slotemaker (50), Nederlands auto- en rallycoureur
- 1980 - Petrus Moors (74), emeritus bisschop van Roermond
- 1980 - Jean Piaget (84), Zwitsers psycholoog
- 1986 - Ramón Villaverde (56), Uruguayaans voetballer
- 1992 - Larbi Ben Barek (75), Marokkaans voetballer
- 1992 - Dicky Rogmans (67), Nederlands kunstschilderes
- 1994 - Albert Decourtray (71), Frans kardinaal-aartsbisschop van Lyon
- 1995 - Leo Horn (79), Nederlands voetbalscheidsrechter
- 2005 - Jean Kerguen (80), Frans autocoureur
- 2006 - Sten Andersson (83), Zweeds sociaaldemocratisch politicus
- 2006 - Edi Stöllinger (57), Oostenrijks motorcoureur
- 2007 - Robert Jordan (58), Amerikaans fantasy-auteur
- 2008 - Rudie Berkhout (61), Amerikaans holograaf
- 2008 - Norman Whitfield (65), Amerikaans songwriter
- 2009 - Kees Bol (92), Nederlands kunstschilder
- 2009 - Sotero H. Laurel (90), Filipijns senator
- 2009 - Mary Travers (72), Amerikaans zangeres
- 2010 - Frederik Willem van Hohenzollern-Sigmaringen (86), hoofd van het huis Hohenzollern-Sigmaringen
- 2011 - Kara Kennedy (51), Amerikaans tv-producer
- 2012 - Pierre Louis d'Aulnis de Bourouill (93), Nederlands verzetsstrijder en artillerieofficier
- 2012 - John Ingle (84), Amerikaans acteur
- 2012 - Ragnhild van Noorwegen (82), Noors prinses, dochter van koning Olav V
- 2014 - Jef Lataster (92), Nederlands atleet
- 2015 - Ton van de Ven (71), Nederlands ontwerper
- 2016 - Edward Albee (88), Amerikaans toneelschrijver
- 2016 - Gabriele Amorth (91), Italiaans rooms-katholiek priester en exorcist
- 2016 - Carlo Azeglio Ciampi (95), Italiaans politicus
- 2016 - António Mascarenhas Monteiro (72), president van Kaapverdië
- 2016 - Hovhannes Tcholakian (97), Turks bisschop
- 2016 - Nel van der Zee (95), Nederlands schrijfster
- 2017 - Nicolaas Jouwe (93), bestuurder in Nederlands-Nieuw-Guinea
- 2017 - Fons van Wieringen (71), Nederlands onderwijskundige
- 2018 - Maartin Allcock (61), Engels multi-instrumentalist, bassist en gitarist
- 2018 - Henk Breeveld (89), Nederlands burgemeester
- 2018 - Isao Matsushita (67), Japans componist, dirigent en musicoloog
- 2018 - Big Jay McNeely (91), Amerikaans saxofonist
- 2019 - Colani (91), Duits ontwerper
- 2019 - Kees Vermunt (88), Nederlands voetballer en voetbalcoach
- 2020 - Roy C (81), Amerikaans soulzanger, songwriter en muziekproducer
- 2020 - Stanley Crouch (74), Amerikaans jazzdrummer, schrijver en publicist
- 2020 - Ahmed Ben Salah (94), Tunesisch politicus
- 2021 - Boet van Dulmen (73), Nederlands motorcoureur
- 2021 - George Mraz (77), Amerikaans jazzbassist
- 2021 - Jane Powell (92), Amerikaans zangeres, danseres en actrice
- 2021 - John Ruggie (76), Amerikaans politicoloog
- 2021 - Clive Sinclair (81), Engels uitvinder
- 2022 - Marty Sheller (82), Amerikaans muzikant en componist
- 2023 - Nicolaas van Beek (85), Nederlands beeldend kunstenaar
- 2023 - John Marshall (82), Brits drummer
- 2023 - Wimie Wilhelm (62), Nederlands actrice en regisseuse
- 2024 - Yuko Arakida (70), Japans volleybalster
- 2024 - Robert Dill-Bundi (65), Zwitsers wielrenner
- 2024 - Jaap van Donselaar (71), Nederlands cultureel antropoloog
- 2024 - Henk den Duijn (78), Nederlands burgemeester
- 2024 - Ernst Langhout (68), Nederlands zanger en gitarist
- 2024 - Barbara Leigh-Hunt (88), Brits actrice

## Viering/herdenking
- Nationale feestdag van Mexico

Nationale feestdag Mexico

Nationale feestdag Papoea-Nieuw-Guinea

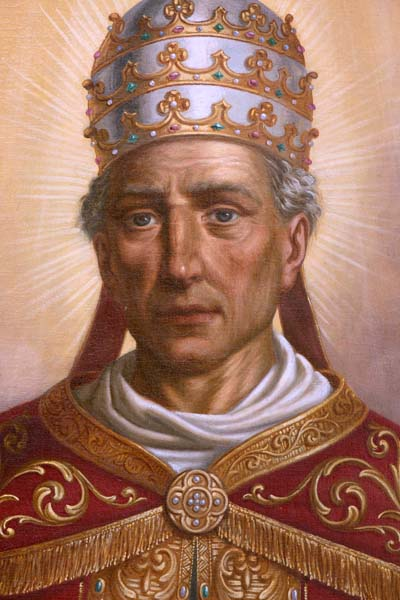
H. Paus Cornelius

- Nationale feestdag van Papoea-Nieuw-Guinea
- Malaysia Day, vorming van Maleisië door het hereningen van Malaya, Sabah, Sarawak, and Singapore in 1963
- Internationale dag voor het behoud van de ozonlaag
- Rooms-katholieke kalender:
  - Heilige Paus Cornelius († 253) - Vrije Gedachtenis
  - Heilige Cypriaan († 258) - Vrije Gedachtenis
  - Heilige Eufemia (van Chalcedon) († c. 290)
  - Heilige Ludmilla van Bohemen († 921)
  - Heilige Ninian van Cumberland († c. 432) - Gedachtenis (Schotland)
  - Heilige Edith van Wilton († 984)
  - Zalige Paus Victor III († 1087)

## Weerextremen

### Nederland
| | Officiële records | Officiële records | Officiële records |      | Landelijke records | Landelijke records | Landelijke records |
| Gebeurtenis | Jaar              | Extreem           | Locatie           | Jaar | Extreem            | Locatie            |                    |
| --- | ----------------- | ----------------- | ----------------- | ---- | ------------------ | ------------------ | ------------------ |
| Laagste etmaalgemiddelde temperatuur (°C) | 1971              | 8,7               | De Bilt           |      | 1971               | 7,6                | Soesterberg        |
| Hoogste etmaalgemiddelde temperatuur (°C) | 1947              | 21,7              | De Bilt           |      | 1947               | 23,3               | Maastricht         |
| Laagste minimumtemperatuur (°C) | 1971              | −0,7              | De Bilt           |      | 1971               | −2,2               | Soesterberg        |
| Hoogste minimumtemperatuur (°C) | 1989              | 17,5              | De Bilt           |      | 1947               | 18,8               | Vlissingen         |
| Laagste maximumtemperatuur (°C) | 2017              | 12,9              | De Bilt           |      | 1986               | 10,4               | Maastricht         |
| Hoogste maximumtemperatuur (°C) | 1947              | 28,9              | De Bilt           |      | 1947               | 32,0               | Eelde              |
| Hoogste uurgemiddelde windsnelheid (m/s) | 1954              | 13,4              | De Bilt           |      | 1998               | 20,0               | IJmuiden           |
| Hoogste windstoot (m/s) | 1954              | 23,7              | De Bilt           |      | 1998               | 26,0               | Vlieland, IJmuiden |
| Langste zonneschijnduur (uur) | 1952              | 11,5              | De Bilt           |      | 2012               | 11,6               | Arcen              |
| Langste neerslagduur (uur) | 2017              | 14,8              | De Bilt           |      | 1993               | 18,3               | Eindhoven          |
| Hoogste etmaalsom van de neerslag (mm) | 1970              | 32,1              | De Bilt           |      | 1970               | 65,8               | Eelde              |
| Laagste etmaalgemiddelde relatieve vochtigheid (%) | 1947              | 52                | De Bilt           |      | 1947               | 29                 | Maastricht         |
| Laagste uurwaarde luchtdruk op zeeniveau (hPa) | 2015              | 987,9             | De Bilt           |      | 2015               | 986,0              | De Kooy, Vlieland  |
| Hoogste uurwaarde luchtdruk op zeeniveau (hPa) | 1971              | 1033,3            | De Bilt           |      | 1971               | 1034,0             | Twenthe            |
| Officiële records worden altijd gemeten op het KNMI-weerstation in De Bilt. Landelijke records kunnen worden gemeten op elk officieel KNMI-weerstation in Nederland. |                   |                   |                   |      |                    |                    |                    |

Uitzonderlijke gebeurtenissen
- 1947 - Landelijk maandrecord laagste etmaalgemiddelde relatieve vochtigheid in % van september gemeten in Maastricht: 29
- 1960 - Laatste officiële warme dag van het jaar (maximumtemperatuur ≥ 20 °C in De Bilt)
- 1971 - Vroegste eerste officiële vorstdag na het begin van de meteorologische zomer (minimumtemperatuur < 0 °C gemeten in de Bilt)
- 1974 - Laatste officiële warme dag van het jaar (maximumtemperatuur ≥ 20 °C in De Bilt)
- 1981 - Laatste officiële warme dag van het jaar (maximumtemperatuur ≥ 20 °C in De Bilt)
- 1989 - Officieel hoogste minimumtemperatuur in °C van het jaar gemeten in De Bilt: 17,5

### België
Dagrecords
- 1889 - Laagste etmaalgemiddelde temperatuur 7,8 °C
- 1947 - Hoogste etmaalgemiddelde temperatuur 24,2 °C
- 1889 - Laagste minimumtemperatuur 2,6 °C
- 1947 - Hoogste maximumtemperatuur 29,2 °C
- 2001 en 1906 - Hoogste etmaalsom van de neerslag 23 mm

Uitzonderlijke gebeurtenissen
- 1971 - Minimumtemperatuur in Kleine-Brogel (Peer): −3,2 °C. Minimum blijft ook de volgende twee dagen negatief.
- 2000 - Dagtotalen van 84,3 mm neerslag nabij Robertville (Weismes) en 88,9 mm bij Eupen. In Mont-Rigi (Weismes) valt er 114,5 mm neerslag.

<< · 1 · 2 · 3 · 4 · 5 · 6 · 7 · 8 · 9 · 10 · 11 · 12 · 13 · 14 · 15 · 16 · 17 · 18 · 19 · 20 · 21 · 22 · 23 · 24 · 25 · 26 · 27 · 28 · 29 · 30 · >>